# Somonino
Pour la gmina, voir Somonino (gmina).
Somonino est une localité polonaise, siège de la gmina rurale de Somonino située dans le powiat de Kartuzy en voïvodie de Poméranie. Elle se trouve à environ 7 km au sud de Kartuzy et 30 km à l'ouest de la capitale régionale Gdańsk.

## Géographie

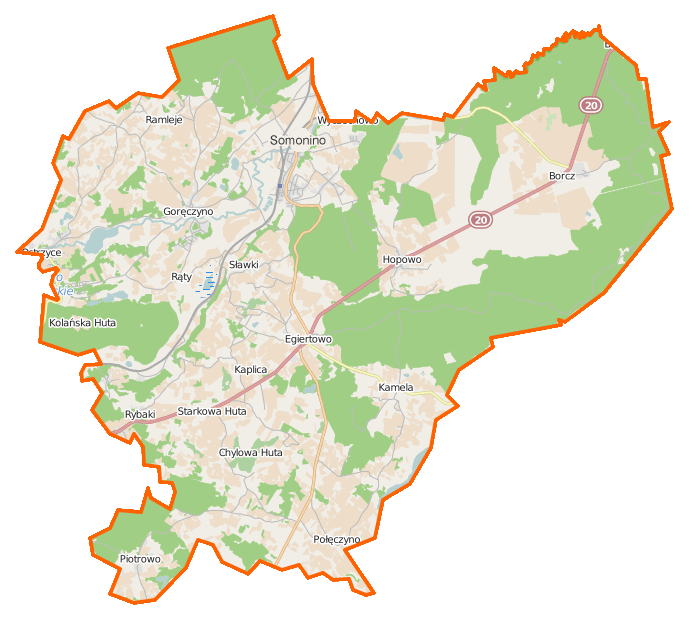
Carte de la gmina de Somonino.

## Histoire
De 1818 à 1920, Semlin fait partie de l'arrondissement de Karthaus dans le district de Dantzig dans la province de Prusse-Occidentale.